# Assassinat de Mustafa Tamimi
Mustafa Tamimi va ser un taxista palestí de 28 anys que va ser assassinat quan va ser impactat per una bomba de gas lacrimogen disparada per l'exèrcit israelià (FDI) a curta distància directament a la cara el 10 de desembre de 2011 durant una protesta a la vila cisjordana de Nabi Salih. El projectil que el va colpejar va ser disparat des de la part posterior d'un vehicle militar contra el qual llençava pedres.
Alguns oficials militars israelians van utilitzar Twitter per a defensar l'exèrcit declarant que el soldat que va disparar «no va veure ningú en la línia de foc» i, per tant, no era responsable penalment.

## Context
Els residents de Nabi Salih porten protestant contra l'assentament de Halamish des de 1976, quan es va començar a construir. Les manifestacions es van intensificar l'any 2009 quan els colons van reclamar una font d'aigua dolça utilitzada històricament per la població local. Les tropes israelianes van dissoldre sistemàticament les protestes, utilitzant gasos lacrimògens, que sovint anaven acompanyades de llançaments de pedres per part del jovent. Sarit Michaeli, una portaveu de l'organització de drets humans B'Tselem, que es trobava a Nabi Salih, va afirmar que coneixia desenes de casos en què, «en violació de les regulacions explícites», els soldats israelians van disparar bombes de gas lacrimogen directament contra els manifestants.

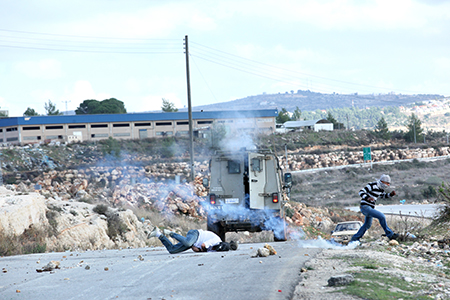
Tamimi a terra després de l'impacte

Durant una de les manifestacions setmanals per a protestar contra l'ocupació de terres a Nabi Salih per part d'un assentament israelià, Tamimi va rebre l'impacte just a sota de l'ull dret d'una bomba de gas lacrimogen disparada a poca distància des de la porta posterior d'un vehicle blindat israelià. El projectil disparat cap a Tamimi es pot apreciar en una fotografia de l'incident. Segons l'activista israelià Haim Schwarczenberg, Tamimi va caure després de l'impacte i els seus amics van córrer a socorre'l. Posteriorment, va ser traslladat al Centre Mèdic Rabin, on va morir a causa de les ferides l'endemà.

### Funeral
Milers de palestins van acudir al funeral de Tamimi on el seu cos, embolcallat amb una bandera de Palestina, va ser traslladat de l'hospital de Ramallah, situat deu quilometres al nord, fins a Nabi Salih. Els participants van portar cartells que mostraven imatges gràfiques de les lesions de Tamimi. Els soldats israelians van disparar bombes de gas lacrimogen com a resposta al llançament de pedres i van intentar fer retrocedir els assistents amb aigua de mofeta. Quatre israelians i dos activistes estrangers van ser arrestats. Sis persones, inclòs l'activista israelià Jonathan Pollack, van resultar ferides durant el funeral.

### Investigació
En la seva declaració inicial, l'exèrcit israelià va afirmar que Tamimi «va llançar pedres als soldats». La investigació posterior va dir que el soldat «no va veure ningú en la línia de foc» i no era responsable penalment. B'Tselem va qüestionar la legalitat de l'acció del soldat, ja que «no podia assegurar-se que no es produiria cap dany». Les FDI també van declarar que no van poder reconstruir el crim perquè es llençaven pedres als investigadors. El germà de Tamimi, Louai, va rebutjar la investigació afirmant que ningú no se li havia adreçat malgrat que ell era testimoni directe de l'incident ja que es trobava a uns 4 o 5 metres del jeep de l'exèrcit quan el soldat va disparar. En declaracions a Reuters, va dir: «no hi ha dubte que ens va veure i va disparar directament el meu germà».
Segons B'Tselem, el fet que els militars van trigar dos anys a prendre una decisió, tot i que l'incident estava «ben documentat», va indicar «el fracàs del sistema d'investigació militar». B'Tselem també va afirmar que la decisió dels militars no s'ajustava a la seva pròpia normativa sobre l'ús de gasos lacrimògens.
Els partidaris de Tamimi van acusar els soldats israelians «d'utilitzar una violència excessiva amb els manifestants, endarrerint l'arribada de l'ambulància i impedint que la seva família o altres persones l'acompanyessin». La fotografia «àmpliament difosa» demostra que el soldat israelià va apuntar deliberadament a Tamimi.